# Sipo Bohale
Armando Sipoto Bohale Aqueriaco meglio conosciuto come Sipo (Alicante, 5 febbraio 1988) è un ex calciatore spagnolo naturalizzato equatoguineano, di ruolo difensore.

## Carriera

### Club
Con il Pandurii ha fatto il suo esordio nelle coppe europee, giocando una partita dei preliminari di Europa League.

### Nazionale
Ha partecipato alla Coppa d'Africa del 2012.